# Ahaetulla fronticincta
Espèce
Synonymes
- Dryophis fronticinctus Günther, 1858

Statut de conservation UICN

 LC  : Préoccupation mineure
Ahaetulla fronticincta  est une espèce de serpents de la famille des Colubridae.

## Répartition
Cette espèce se rencontre en Birmanie et en Inde dans l'État d'Assam.

## Description
Ahaetulla fronticincta est un serpent-liane se nourrissant exclusivement de poissons qu'il attrape à partir des branches surplombant les plans d'eau. Il s'agit d'une espèce légèrement venimeuse mais généralement inoffensive pour les humains. Elle est vivipare.

## Publication originale
- Günther, 1858 : Catalogue of Colubrine Snakes in the Collection of the British Museum, London, p. 1-281 (texte intégral).